# چاهکی (ممسنی)
چاهکی روستایی از توابع بخش مرکزی شهرستان ممسنی در استان فارس ایران است. که در کنار آن چاه آب شرب اصلی دهستان فهلیان قرار دارد. و یه منطقه کوهپایه ای می باشد.

## جمعیت
این روستا در دهستان فهلیان قرار دارد و براساس سرشماری مرکز آمار ایران در سال ۱۳۸۵، جمعیت آن ۱۰۴ نفر (۲۱خانوار) بوده‌است.